# Dornier Do E
Dornier Do E — немецкая летающая лодка, предназначенная для выполнения разведывательных миссий. Первый полёт совершила в 1924 году.

## Характеристики (Do E II)
Источник Wasserflugzeuge - Flugboote, Amphibien, Schwimmerflugzeuge, Hans-Jurgen Becker, Bernard & Graefe Verlag, Germany 1994
Основные характеристики
- Экипаж: 3
- Длина: 12.85 м ( фт  дм)
- Размах крыла: 17.50 м ( фт  дм)
- Высота: 4.75 м ( фт  дм)
- Площадь крыла: 52.9 м² ( кв. фт)
- Масса пустого: 1925 кг ( lb)
- Взлётная масса: 2600 кг ( lb)

Лётные характеристики
- Дальность полёта: 1600 км (932 миль)
- Практический потолок: 3600 м (11800 фт)